# قلعه اصلانیان
قلعه اصلانیان یکی از روستاهای استان آذربایجان شرقی است که در دهستان کاغذکنان شمالی بخش کاغذکنان شهرستان میانه واقع شده‌است. این قلعه در قدیم قلعه خورده بلاغ نام داشت اما بعدها به دلیل ایجاد برخی استحکامات محلی توسط امیر سلیمان خان اصلانیان به منظور مقابله با راهزنان و برخی عوامل آشوب گر محلی به قلعه اصلانیان معروف گشت.